# Victim in Pain
Victim in Pain é o álbum de estreia da banda Agnostic Front, lançado em 1984.
Este disco conta com a estreia de Rob Kabula e Dave Jones, que substituiram Adam Moochie e Raybeez no baixo e bateria respetivamente.

## Faixas
1. "Victim In Pain" – 0:48
2. "Remind Them" – 1:04
3. "Blind Justice" – 1:26
4. "Last Warning" – 0:46
5. "United and Strong" – 1:09
6. "Power" – 1:44
7. "Hiding Inside" – 1:20
8. "Fascist Attitudes" – 2:04
9. "Society Sucker" – 1:12
10. "Your Mistake" – 1:34
11. "With Time" – 2:15

## Créditos
- Roger Miret – Vocal
- Vinnie Stigma – Guitarra
- Rob Kabula – Baixo
- Dave Jones – Bateria